# نهائي كأس الخليج العربي 2017
نهائي كأس الخليج العربي 2017 هي المباراة التي جمعت منتخب عمان ومنتخب الإمارات العربية المتحدة يوم 5 يناير 2017 على إستاد جابر الأحمد الدولي بمدينة الكويت على الساعة السادسة والنصف يتوقيت الإمارات العربية المتحدة وتم إضافة شوطان إضافيان للمباراة بعد انتهاء الوقت الأصلي بالتعادل السلبي بعد أن أضاع الإماراتي عمر عبد الرحمان ضربة جزاء في الدقيقة 87. توّج باللقب المنتخب العماني بعد فوزه بركلات الترجيح 5-4.

## الطريق للنهائي
| الفريق                   | لعب | نقاط |
| ------------------------ | --- | ---- |
| عمان                     | 3   | 6    |
| الإمارات العربية المتحدة | 3   | 5    |
| السعودية                 | 3   | 4    |
| الكويت (H)               | 3   | 1    |

| الفريق                   | لعب | نقاط |
| ------------------------ | --- | ---- |
| عمان                     | 3   | 6    |
| الإمارات العربية المتحدة | 3   | 5    |
| السعودية                 | 3   | 4    |
| الكويت (H)               | 3   | 1    |

المفتاح:
(H) المضيف
| تأهل إلى النصف النهائي |
| أقصي من دور المجموعات  |

## تفاصيل المباراة
| عمان | 0–0 (ب.و.إ.) | الإمارات العربية المتحدة |
| ---- | ------------ | ------------------------ |
|      | تقرير        |                          |